# Sterlina oceaniana
La sterlina era una valuta emessa dagli occupanti giapponesi degli ex territori e colonie del Regno Unito e dell'Australia tra il 1942 e il 1945. Questi comprendevano le Isole Gilbert ed Ellice, Nauru, Guam, il Mandato del Pacifico meridionale, il territorio della Nuova Guinea e le Isole Salomone.
La valuta consisteva in banconote contrassegnate con una "O" (per Oceania) in tagli da ½, 1 e 10 shillings e 1 sterlina.

## Banconote
| Banconote d'occupazione giapponese del 1942 (Sterlina oceanica) | Banconote d'occupazione giapponese del 1942 (Sterlina oceanica) |
| Immagine                                                        | Valore                                                          |
| --------------------------------------------------------------- | --------------------------------------------------------------- |
|                                                                 | 1/2s                                                            |
|                                                                 | 1s                                                              |
|                                                                 | 10s                                                             |
|                                                                 | 1£                                                              |